# Моджо
 Тази статия е за селото в Италия.  За британското списание вижте Моджо (списание).  
Мо̀джо (на италиански: Moggio, на западноломбардски: Mos, Мос) е село и община в Северна Италия, провинция Леко, регион Ломбардия. Разположено е на 890 m надморска височина. Населението на общината е 521 души (към 2014 г.).